# Paul-André Chailley-Bert
Pour les articles homonymes, voir Chailley (homonymie) et Bert.
Paul-André Chailley-Bert (1890-1973) est un médecin français, professeur d'université et président du Paris université club, connu pour son investissement dans la formation des enseignants d'éducation physique et la médecine sportive. Ses engagements lors de la Première puis de la Seconde Guerre mondiale sont moins connus.

## Biographie
Paul-André Chailley-Bert, petit-fils du célèbre physiologiste Paul Bert, est lui-même agrégé de physiologie.
Né en 1890 ses études de médecine sont interrompues par la Première Guerre mondiale dans laquelle il s'illustre auprès du maréchal Lyautey lors de la bataille de Verdun. Il reçoit la Croix de guerre et la Légion d'honneur. Lors de la Seconde Guerre mondiale, nommé professeur à Nancy en 1942, il y organise et dirige le service médical du maquis des Vosges. A la Libération, nommé commissaire de la République de cette ville, il y œuvre avec Gilbert Grandval, abandonnant alors la direction effective de la chaire dont il reste cependant titulaire jusqu'en 1952. Il prend sa retraite en 1963 et décède dix ans plus tard.

## Recherches et enseignement

### Carrière universitaire
Il manifeste un intérêt particulier pour la physiologie dont il obtient l'agrégation avant de prendre charge dès 1924 le cours de physiologie appliquée à l'éducation physique du cours supérieur de l'Université de Paris. Après quelques essais sur la physiologie et la mécanique musculaire, il se consacre plus particulièrement, sous la direction du professeur Langlois, à l'étude du fonctionnement cardiaque lors d'efforts in situ par l'usage du cardiographe ambulant. En 1926, il est l'un des fondateurs de la Fédération internationale de médecine du sport (FIMS) dont il devient président.
Au début des années 1930, l’IREP de Paris se dote d’un laboratoire de biotypologie (examens sensoriels et neuromusculaires) et d’un laboratoire de psychophysiologie (étude de la mémoire) qui en font « un centre comparable aux meilleures réalisations de l’étranger ». Celui-ci développe alors des recherches dépassant le cadre de l’éducation physique et des sports pour s’inscrire parfois dans des protocoles de recherche fondamentale.
En 1935, Paul Chailley-Bert crée au 1, rue Lacretelle à Paris le premier dispensaire d'éducation physique et sportive pour examiner et traiter les enfants physiquement fragiles relevant d’une thérapie par l’éducation physique. Cette orientation vers la médecine du sport et la médecine préventive est constante jusqu'en 1942 où il succède à Nancy au professeur Daniel Santenoise. Dès la Libération, il délaisse cette chaire, reprise ensuite par Claude Franck, pour se consacrer à la direction de l'IREP de Paris jusqu'à sa retraite en 1963.

### Publications
- Paul-André Chailley-Bert - Etude sur la physiologie de la marche, Méd., Paris, 1921.
- Paul-André Chailley-Bert - Le muscle 1934 - 11 pages.
- Paul-André Chailley-Bert et col - Institut d'Éducation physique A. Legrand, 1938 - 20 pages.
- Paul-André Chailley-Bert, Pierre-Charles-Louis Merklen, Roger Fabre, Conseils pratiques aux médecins fédéraux pour le contrôle médico-physiologique des joueurs, Paris, Jean-Baptiste Baillière, 1938.
- Paul-André Chailley-Bert et col. - Aptitude aux sports et contrôle médical L'Union typographie, 1941 réed 1943, 1952 - 112 pages.
- Paul-André Chailley-Bert, Pierre-Charles-Louis Merklen, Roger Fabre, Education physique et contrôle médical, Paris, Jean-Baptiste Baillière, 1943.
- Paul-André Chailley-Bert - Sports, éducation physique: leurs réactions sur l'appareil circulatoire J.-B. Baillière, 1946 - 151 pages.
- Paul-André Chailley-Bert, Pierre-Charles-Louis Merklen, Roger Fabre, Biologie de l'éducation physique et contrôle médical, Paris, Jean-Baptiste Baillière, 1948, 1961.
- Paul-André Chailley-Bert - Le Mouvement volontaire J.-B. Baillière, 1949 - 156 pages.

## Engagements institutionnels

### L'IREPde Paris

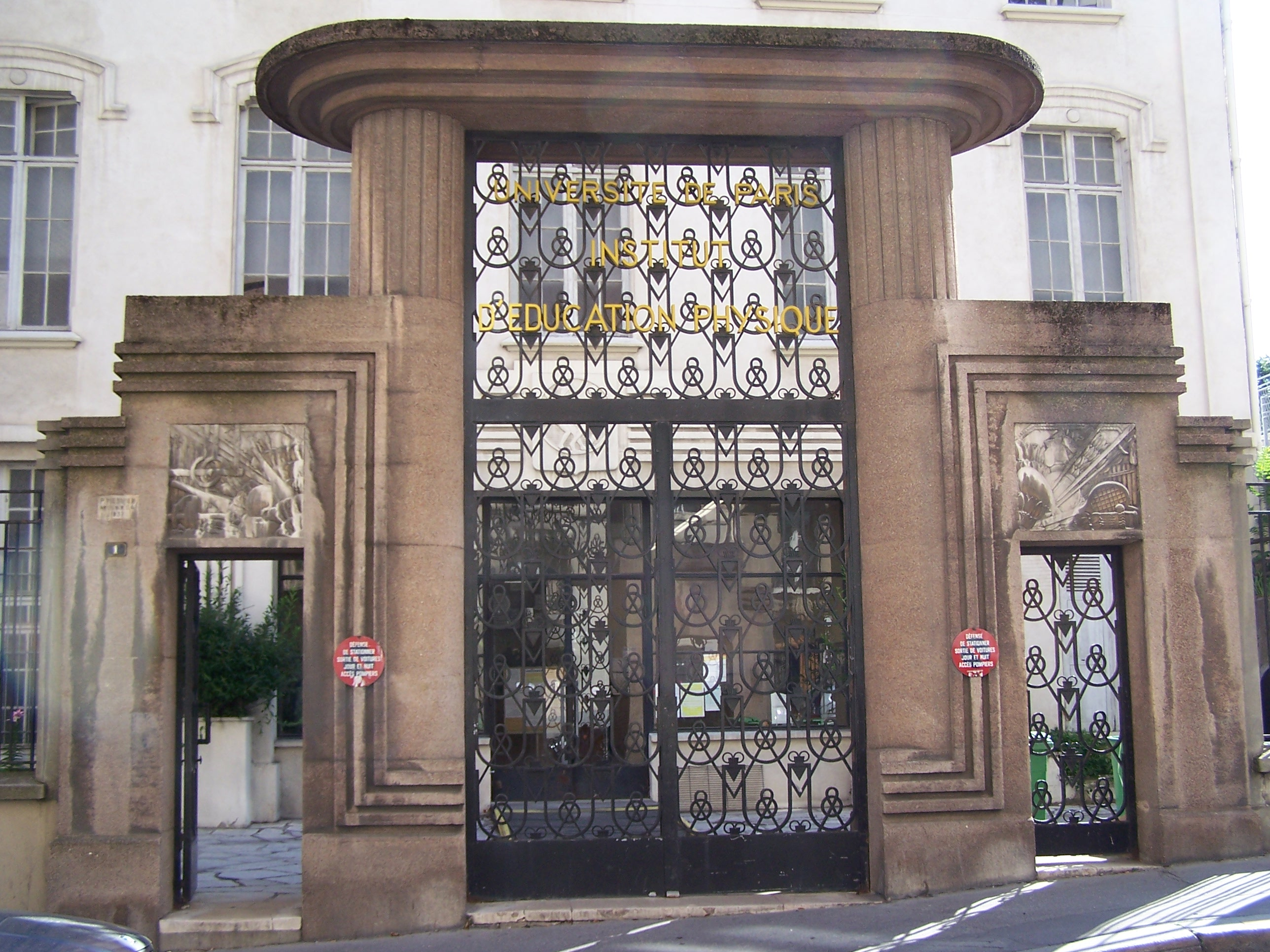
L'IREP de Paris

Dès 1923, Paul-André Chailley-Bert enseigne au cours supérieur d'éducation physique créée par Georges Demenÿ jusqu'à la suppression de l'établissement dix ans plus tard. Lors de la création des trois premiers instituts régionaux d'éducation physique (IREP) en 1928 il prend la direction de celui de Paris, celui de Lille étant placé sous celle du professeur Albert Debeyre et celui de Lyon sous celle du professeur André Latarjet. Premier directeur de l'école normale d'éducation physique (ENEP) en 1933 lors de la création de l'établissement il quitte rapidement cette fonction en 1935 pour se consacrer à nouveau à l'IREP de Paris. Après son passage à Nancy de 1942 à 1945, il en reprend la direction jusqu'à sa retraite.

### LePUC
Paul-André Chailley-Bert est élu – à son corps défendant dit-il – en 1926 président du Paris université club (PUC). Celui-ci, installé Porte Dorée, vient d'être mis en demeure de laisser la place aux travaux de l’exposition coloniale au plus tard pour le 30 juin 1929. Chailley-Bert intercède alors auprès de son ami le maréchal Lyautey qui parvient à reloger temporairement le club au stade Pershing. En 1937 un terrain vague de la porte de Gentilly étant attribué, la construction d’un stade est confiée au jeune prix de Rome Bernard Zehrfuss avec l’aide du recteur Sébastien Charléty. Ce stade est inauguré en 1939 par Paul-André Chailley-Bert et le recteur Gustave Roussy. Sa construction se poursuit pendant l'Occupation.

## Notoriété
En 1950, lors de la fondation du Comité français Pierre-de-Coubertin, Paul-André Chailley-Bert en accepte la présidence et y reste jusqu'en 1952 aux côtés d'Alfred Rosier, ancien chef de cabinet de Jean Zay, de Jean-François Brisson et Pierre Rostini tous deux journalistes au Figaro.
Président de la Fédération internationale de médecine du sport de 1964 à 1968 puis président d'honneur, le professeur Paul-André Challey-Bert est, à titre militaire, chevalier de la Légion d'honneur et titulaire de la croix de guerre 1914-1918.

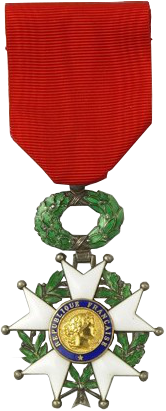
médaille de chevalier de l’ordre national de la Légion d’honneur
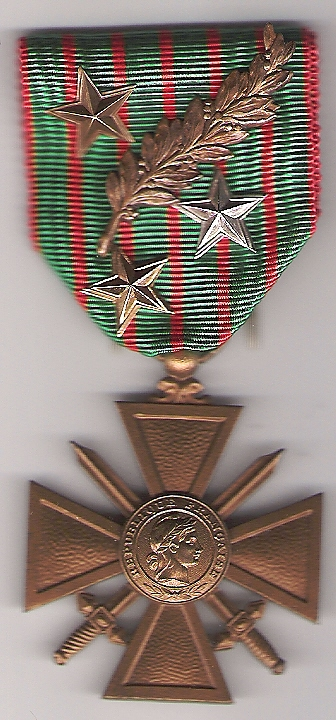
médaille de la croix de guerre 1914-1918